# Кузнечинский
Кузнечинский — хутор в Кумылженском районе Волгоградской области России. Входит в состав Поповского сельского поселения. Население 38 чел. (2010).

## История
В соответствии с Законом Волгоградской области от 14 февраля 2005 года № 1006-ОД «Об установлении границ и наделении статусом Кумылженского района и муниципальных образований в его составе» хутор вошёл в состав образованного Поповского сельского поселения.

## География
Расположен в западной части региона, в лесостепи, в пределах Хопёрско-Бузулукской равнины, являющейся южным окончанием Окско-Донской низменности, на реке Едовля.
Уличная сеть состоит из одного географического объекта: ул. Подгорная.
Абсолютная высота 70 метров над уровнем моря.

## Население
| 2010 |
| ---- |
| 38   |

Гендерный состав
По данным Всероссийской переписи населения 2010 года в гендерной структуре населения из 38 жителей мужчин и женщин — по 19 человек (50 % каждая когорта).
Национальный состав
Согласно результатам переписи 2002 года, в национальной структуре населения
русские составляли 90 % из общей численности населения в 48 чел..

## Инфраструктура
Развитое сельское хозяйство, личное подсобное хозяйство.

## Транспорт
Просёлочные дороги.